# Звёзды и кресты
«Звёзды и Кресты́» — третий студийный альбом российской хеви-метал-группы «Кипелов», выпущенный 29 сентября 2017 года, рекордный по количеству треков и их длительности.

## История
Работа над альбомом началась в апреле 2014 года.
Песня «Косово Поле Архивная копия от 11 августа 2017 на Wayback Machine» впервые была представлена ещё за 3 года до выхода альбома — 6 декабря 2014 года. А её радиопремьера состоялась 27 апреля 2017 года на волнах Радио России в программе Восьмая Нота.
Рассказывая о песне «Косово поле», Кипелов говорил, что она является ответом тому, что происходит в России и на Украине (см. Вооружённый конфликт на востоке Украины). Валерий Кипелов выразил надежду, что новая песня сможет объединить людей. Название и текст песни являются отсылкой к событиям Битвы на Косовом поле. В качестве сессионных музыкантов в студийной записи композиции принял участие мужской вокальный ансамбль «Дорос».
22 сентября 2017 года группа представила песню «Ледяной дождь Архивная копия от 4 октября 2017 на Wayback Machine».
Впервые за всю карьеру (с 1980 года) барабанщик Александр Манякин выступил в роли композитора, написав совместно с Кипеловым и Головановым музыку к песне «Выше».
Гитарист и бэк-вокалист группы Вячеслав Молчанов целиком исполнил песню «Тёмная башня», к которой написал музыку, а также является автором большей части композиций альбома.
Альбом целиком записывался в студии «Мосфильм». Альбом вышел на лейбле «Навигатор Рекордс»

## Продвижение

### Синглы
27 апреля 2017 года группа представила сингл «Косово поле» на интернет-площадках NaviMusic, Google Play, Apple Music для платного скачивания. В этот же день в 21:10 в выпуске рок-шоу Дмитрия Добрынина «Восьмая Нота» на волнах Радио России состоялась радиопремьера песни. 28 апреля сингл был представлен в еженедельном хит-параде «Чартова дюжина» на радиостанции Наше радио, в которой продержался 19 недель. Данный вариант песни урезан специально для радиоформата и длится 6 минут 8 секунд. В альбоме баллада «Косово поле» длительностью 10 минут 4 секунды заняла почти 1/6 общей продолжительности альбома, превзойдя по этому показателю самую продолжительную песню, спетую Кипеловым в группе «Ария» — «Игра с огнём» (9 минут 4 секунды).
22 сентября 2017 года группа представила сингл «Ледяной дождь». Выпущенные раннее синглы «Отражение» (2013) и «Непокорённый» (2015) в альбом не вошли.

### Альбом
28 сентября 2017 года альбом был выложен на ютуб в демонстрационном качестве, а цифровая версия была выложена на айтюнс. 29 сентября альбом группы «Кипелов» «Звезды и кресты» на CD выпускается в нескольких вариантах: Deluxe Limited (номерные, 300 шт): MediaBox (тиснение фольгой), кулон, USB Flash, DG-Pack 6 стр, буклет 20 страниц. Deluxe: MediaBox, кулон, USB Flash, DG-Pack 6 стр, буклет 20 страниц. Подарочный: DG-Pack 6 стр, буклет 20 страниц. В 2018 выпущена на виниловых пластинках в формате двойного издания. Релиз осуществляет компания Navigator records.

### Клипы
- «Выше» — концертный клип, представленный 25 апреля 2018 года. Режиссёр — Александр Маков (постановщик предыдущего клипа группы «Непокорённый»)[13].
- «Жажда невозможного» — второй клип Архивная копия от 10 мая 2019 на Wayback Machine из альбома, представленный 1 февраля 2019 года.

## Список композиций
Все тексты написаны Маргаритой Пушкиной, если не указано другое.
| №                   | Название              | Текст песни         | Музыка                                | Длительность |
| ------------------- | --------------------- | ------------------- | ------------------------------------- | ------------ |
| 1.                  | «Интро» (инструметал) | —                   | Вячеслав Молчанов                     | 1:51         |
| 2.                  | «Звёзды и кресты»     |                     | Валерий Кипелов                       | 5:25         |
| 3.                  | «Рождённый летать»    |                     | Молчанов                              | 5:18         |
| 4.                  | «Дама пик»            | Пушкина, Кипелов    | Кипелов, Андрей Голованов             | 6:35         |
| 5.                  | «Ледяной дождь»       | Пушкина, Кипелов    | Молчанов                              | 5:54         |
| 6.                  | «Белый ад»            |                     | Молчанов                              | 4:07         |
| 7.                  | «Выше»                | Пушкина, Кипелов    | Кипелов, Голованов, Александр Манякин | 5:43         |
| 8.                  | «Жажда невозможного»  |                     | Кипелов                               | 6:39         |
| 9.                  | «Тёмная башня»        |                     | Молчанов                              | 5:46         |
| 10.                 | «Косово поле»         |                     | Кипелов                               | 10:04        |
| Общая длительность: | Общая длительность:   | Общая длительность: | Общая длительность:                   | 57:22        |

| №   | Название                       | Текст песни | Музыка   | Длительность |
| --- | ------------------------------ | ----------- | -------- | ------------ |
| 11. | «Ледяной дождь» (инструментал) | —           | Молчанов | 5:54         |
| 12. | «Косово поле» (радиоверсия)    |             | Кипелов  | 6:08         |

## Участники[14][15]
| - Валерий Кипелов — вокал (2—8,10), музыка (2,4,7,8,10), лирика (4,5,7) - Вячеслав Молчанов — гитара (1—10), вокал (9), акустика, бэк-вокал, клавишные, аранжировки, музыка (1,3,5,6,9) - Андрей Голованов — гитара (1—10), акустика, музыка (4,7) - Алексей Харьков — бас-гитара (1—10) - Александр Манякин — ударные, музыка (7) - Маргарита Пушкина — стихи (2-10) - Анастасия Комарова — бэк-вокал (7) - Жанна Кипелова — бэк-вокал (7) - Александр Кипелов — музыка (8) | - «Дорос» — хор (10) - Иван Михайлов — звукорежиссер - Mike Plotnikoff — сведение, продюсер - Minerva Pappi — мастеринг - Andreas Marschall — дизайн обложки - Константин Викторов — дизайн буклета - Сергей Луканкин — фотограф - Евгений Одинцов — менеджмент - Яков Коваленко — web-поддержка - Александр Маков — клипмейкер |